# Anke Huber
Anke Huber (Bruchsal, 4 december 1974) is een voormalig professioneel tennisspeelster uit Duitsland. Zij was actief in het proftennis van 1989 tot en met 2001.

## Loopbaan

### Enkelspel
In het enkelspel veroverde Huber op de WTA-tour twaalf titels, waaronder in 1996 het toernooi van Rosmalen. Zij bereikte daarnaast nog eens elf finales. In 1995 speelde zij de finale van de WTA Tour Championships, maar verloor in vijf sets van landgenote Steffi Graf.
Haar beste resultaat op de grandslamtoernooien is het bereiken van de finale op het Australian Open in 1996 – zij verloor deze van de Amerikaanse Monica Seles. Zij bereikte op alle vier grandslamtoernooien ten minste de vierde ronde. Haar hoogste positie op de WTA-ranglijst is de vierde plaats, die zij bereikte in oktober 1996.

### Dubbelspel
In haar loopbaan won Huber één titel in het dubbelspel: in 1997 won zij met Française Mary Pierce het WTA-toernooi van Hamburg.
Haar beste resultaat op de grandslamtoernooien is het bereiken van de halve finale op Roland Garros 1992, samen met landgenote Steffi Graf. Haar hoogste positie op de WTA-ranglijst is de 23e plaats, die zij bereikte in februari 1998.

### Landenwedstrijden
In 1995 won zij met Boris Becker de Hopman Cup door het team van Oekraïne te verslaan – het jaar ervoor had zij met Bernd Karbacher al eens de finale gehaald; zij verloren toen echter van Tsjechië. Vanaf 1990 kwam zij uit voor het Duitse Fed Cup-team – zij vergaarde daar een winst/verlies-balans van 29–16. In 1992 maakte zij deel uit van het team dat in de finale Spanje versloeg.
Op de Olympische spelen van 1992 in Barcelona bereikte zij de kwartfinale in het enkelspel en de tweede ronde in het dubbelspel. Ook in 1996 in Atlanta nam zij deel; zij bereikte de derde ronde in het enkelspel.

## Posities op deWTA-ranglijst
Positie per einde seizoen:
| jaar | rang enkelspel | rang dubbelspel |
| ---- | -------------- | --------------- |
| 1989 | 199            | –               |
| 1990 | 37             | 257             |
| 1991 | 14             | 157             |
| 1992 | 11             | 41              |
| 1993 | 10             | 30              |
| 1994 | 12             | 78              |
| 1995 | 10             | 96              |
| 1996 | 7              | 135             |
| 1997 | 14             | 26              |
| 1998 | 21             | 82              |
| 1999 | 16             | 36              |
| 2000 | 19             | 40              |
| 2001 | 18             | 73              |

## Palmares
| Legenda                |
| ---------------------- |
| Grandslamtoernooi      |
| Olympische Spelen      |
| Year-End Championships |
| Tier I                 |
| Tier II                |
| Tier III               |
| Tier IV & V            |

### WTA-finaleplaatsen enkelspel
| nr.              | finale     | toernooi            | ondergrond | tegenstandster      | score                   |         |
| ---------------- | ---------- | ------------------- | ---------- | ------------------- | ----------------------- | ------- |
| gewonnen finales |            |                     |            |                     |                         |         |
| 01.              | 1990-08-25 | WTA Schenectady     | hardcourt  | Marianne Werdel     | 6-1, 5-7, 6-4           | details |
| 02.              | 1991-10-20 | WTA Filderstadt     | hardcourt  | Martina Navrátilová | 2-6, 6-2, 7-6           | details |
| 03.              | 1993-07-18 | WTA Kitzbühel       | gravel     | Judith Wiesner      | 6-4, 6-1                | details |
| 04.              | 1994-07-31 | WTA Maria Lankowitz | gravel     | Judith Wiesner      | 6-3, 6-3                | details |
| 05.              | 1994-10-16 | WTA Filderstadt     | hardcourt  | Mary Pierce         | 6-4, 6-2                | details |
| 06.              | 1994-11-13 | WTA Philadelphia    | tapiji (i) | Mary Pierce         | 6-0, 6-7, 7-5           | details |
| 07.              | 1995-10-01 | WTA Leipzig         | tapijt (i) | Magdalena Maleeva   | walk-over               | details |
| 08.              | 1996-06-22 | WTA Rosmalen        | gras       | Helena Suková       | 6-4, 7-6                | details |
| 09.              | 1996-10-06 | WTA Leipzig         | tapijt (i) | Iva Majoli          | 5-7, 6-3, 6-1           | details |
| 10.              | 1996-10-27 | WTA Luxemburg       | tapijt (i) | Karina Habšudová    | 6-3, 6-0                | details |
| 11.              | 2000-04-16 | WTA Lissabon        | gravel     | Nathalie Dechy      | 6-2, 1-6, 7-5           | details |
| 12.              | 2000-07-23 | WTA Sopot           | gravel     | Gala León García    | 7-6, 6-3                | details |
| verloren finales |            |                     |            |                     |                         |         |
| 01.              | 1990-09-30 | WTA Bayonne         | tapijt (i) | Nathalie Tauziat    | 3-6, 6-7                | details |
| 02.              | 1993-01-17 | WTA Sydney          | hardcourt  | Jennifer Capriati   | 1-6, 4-6                | details |
| 03.              | 1993-10-24 | WTA Brighton        | tapijt (i) | Jana Novotná        | 2-6, 4-6                | details |
| 04.              | 1995-11-19 | WTA Championships   | tapijt (i) | Steffi Graf         | 1-6, 6-2, 1-6, 6-4, 3-6 | details |
| 05.              | 1996-01-28 | Australian Open     | hardcourt  | Monica Seles        | 4-6, 1-6                | details |
| 06.              | 1996-08-18 | WTA Los Angeles     | hardcourt  | Lindsay Davenport   | 2-6, 3-6                | details |
| 07.              | 1996-10-13 | WTA Filderstadt     | hardcourt  | Martina Hingis      | 2-6, 6-3, 3-6           | details |
| 08.              | 1997-02-16 | WTA Parijs          | tapijt (i) | Martina Hingis      | 3-6, 6-3, 3-6           | details |
| 09.              | 1997-08-17 | WTA Toronto         | hardcourt  | Monica Seles        | 2-6, 4-6                | details |
| 10.              | 2001-02-11 | WTA Parijs          | tapijt (i) | Amélie Mauresmo     | 6-7, 1-6                | details |
| 11.              | 2001-05-26 | WTA Straatsburg     | gravel     | Silvia Farina-Elia  | 5-7, 6-0, 4-6           | details |

### WTA-finaleplaatsen vrouwendubbelspel
| nr.              | finale     | toernooi     | ondergrond | partner              | tegenstandsters                 | score         |         |
| ---------------- | ---------- | ------------ | ---------- | -------------------- | ------------------------------- | ------------- | ------- |
| gewonnen finales |            |              |            |                      |                                 |               |         |
| 1.               | 1997-05-04 | WTA Hamburg  | gravel     | Mary Pierce          | Ruxandra Dragomir Iva Majoli    | 2-6, 7-6, 6-2 | details |
| verloren finales |            |              |            |                      |                                 |               |         |
| 1.               | 1993-10-24 | WTA Brighton | tapijt (i) | Larisa Neiland       | Natalia Medvedeva Laura Golarsa | 3-6, 6-1, 4-6 | details |
| 2.               | 1999-01-16 | WTA Sydney   | hardcourt  | Mary Joe Fernandez   | Jelena Lichovtseva Ai Sugiyama  | 3-6, 6-2, 0-6 | details |
| 3.               | 1999-10-24 | WTA Moskou   | tapijt (i) | Julie Halard-Decugis | Lisa Raymond Rennae Stubbs      | 1-6, 0-6      | details |

### Finaleplaatsen gemengd dubbelspel
| nr.              | finale     | toernooi   | ondergrond | partner         | tegenstanders                     | score |
| ---------------- | ---------- | ---------- | ---------- | --------------- | --------------------------------- | ----- |
| gewonnen finales |            |            |            |                 |                                   |       |
| 1.               | 1995-01-07 | Hopman Cup | hardcourt  | Boris Becker    | Natalia Medvedeva Andrej Medvedev | 3-0   |
| verloren finales |            |            |            |                 |                                   |       |
| 1.               | 1994-01-07 | Hopman Cup | hardcourt  | Bernd Karbacher | Jana Novotná Petr Korda           | 1-2   |

## Resultaten grandslamtoernooien
| Legenda | Legenda                          |
| ------- | -------------------------------- |
| g.t.    | geen toernooi gehouden           |
| l.c.    | lagere categorie                 |
| –       | niet deelgenomen                 |
| G       | uitgeschakeld in de groepsfase   |
| 1R      | uitgeschakeld in de eerste ronde |
| 2R      | uitgeschakeld in de tweede ronde |
| 3R      | uitgeschakeld in de derde ronde  |
| 4R      | uitgeschakeld in de vierde ronde |
| KF      | uitgeschakeld in de kwartfinale  |
| HF      | uitgeschakeld in de halve finale |
| F       | de finale verloren               |
| W       | het toernooi gewonnen            |
| w-v     | winst/verlies-balans             |

### Enkelspel
| Toernooi        | 1990 | 1991 | 1992 | 1993 | 1994 | 1995 | 1996 | 1997 | 1998 | 1999 | 2000 | 2001 |
| --------------- | ---- | ---- | ---- | ---- | ---- | ---- | ---- | ---- | ---- | ---- | ---- | ---- |
| Australian Open | 3R   | KF   | KF   | 4R   | 3R   | 4R   | F    | 4R   | HF   | 2R   | 1R   | –    |
| Roland Garros   | –    | 3R   | 2R   | HF   | 4R   | 4R   | 4R   | 1R   | –    | –    | 4R   | 2R   |
| Wimbledon       | 2R   | 4R   | 3R   | 4R   | 2R   | 4R   | 3R   | 3R   | –    | 1R   | 4R   | 4R   |
| US Open         | 1R   | 2R   | 1R   | 3R   | 2R   | 4R   | 1R   | 3R   | 1R   | KF   | KF   | 3R   |

### Vrouwendubbelspel
| Toernooi        | 1991 | 1992 | 1993 | 1994 | 1995 | 1996 | 1997 | 1998 | 1999 | 2000 | 2001 |
| --------------- | ---- | ---- | ---- | ---- | ---- | ---- | ---- | ---- | ---- | ---- | ---- |
| Australian Open | 1R   | 1R   | 1R   | 1R   | 1R   | 3R   | 3R   | 3R   | 1R   | 1R   | –    |
| Roland Garros   | 3R   | HF   | 1R   | 2R   | –    | –    | 2R   | –    | –    | KF   | KF   |
| Wimbledon       | 1R   | 3R   | 2R   | 2R   | –    | –    | 2R   | –    | –    | 3R   | 1R   |
| US Open         | 1R   | 1R   | 1R   | –    | 2R   | 1R   | 3R   | 1R   | 2R   | KF   | 2R   |

### Gemengd dubbelspel
| Australian Open | –  | –  | 1R | –  | –  | –  | –  |
| Roland Garros   | –  | –  | –  | –  | –  | –  | –  |
| Wimbledon       | 3R | 2R | 2R | –  | –  | HF | 1R |
| US Open         | –  | –  | –  | 1R | 1R | –  | –  |